# Karczewie
Karczewie [karˈt͡ʂɛvjɛ] (tiếng Đức: Marienau) là một ngôi làng thuộc khu hành chính của Gmina Płoty, thuộc quận Gryfice, West Pomeranian Voivodeship, ở phía tây bắc Ba Lan.
Nó nằm khoảng 2 kilômét (1 mi) phía tây bắc Płoty, 12 km (7 mi) phía nam Gryfice và 63 km (39 mi) về phía đông bắc của thủ đô khu vực Szczecin.